# Onthophagus remotus
Onthophagus remotus là một loài bọ cánh cứng trong họ Bọ hung (Scarabaeidae).